# Discodes arizonensis
Discodes arizonensis är en stekelart som först beskrevs av Howard 1898.  Discodes arizonensis ingår i släktet Discodes och familjen sköldlussteklar. Inga underarter finns listade i Catalogue of Life.